# Percusión corporal
La percusión corporal es una técnica en la que se percuten partes del cuerpo para generar sonidos y ritmos que son usados en diversos estilos musicales y de danza, los cuales pueden tener un fin ceremonial, de entretenimiento, comunicación o enseñanza. Puede ejecutarse en solitario, para acompañar otros instrumentos o como parte de una danza.En algunos países existen tradiciones populares que incorporan la percusión corporal como el saman indonesio, las palmas flamencas de España y el juba de los Estados Unidos.

## Historia
De acuerdo autores, la percusión corporal pudo ser una forma primigenia de música y danza, desde la prehistoria los cantos y bailes tendrían un fin biológico y sociológico.En varios pueblos del mundo se han documentado danzas y cantos que usan el cuerpo como instrumento y tendrían por objetivo marcar la territorialidad, fines religiosos y sexuales.
La percusión musical del vientre se ha registrado en diversas culturas, Aristofanes mencionó su uso en los coros helénicos, la cual también se ha documentado en China y partes de África.El uso de las palmas se ha registrado en varias partes del mundo con fines rituales y musicales, mientras que la percusión con los pies pudo tener su origen como un ritual para mejorar las cosechas.
Históricamente, pueblos maoríes han practicado una serie de danzas y cantos conocidos como Haka, en donde se combinan cantos con movimientos de percusión sobre el cuerpo que tenían como objetivo marcar el límite territorial.Estas danzas se han mantenido en la actualidad y se han popularizado por la selección de rugby de Nueva Zelanda que la ha usado como una forma de atemorizar a sus oponentes.
En algunas sociedades islámicas se desarrollaron estilos de danzas en donde se usaban percusiones corporales que eran representados frente a los sultanes y su corte, entre algunas de las danzas más conocidas están el saman, el laweut y el seudati.
En África pueblos como los bantúes, dahomeyanos, yorubas y otros practicaban en ceremonias religiosas estilos de música que incluían sonidos corporales, tras la llegada de esclavos africanos a América estos influirían en países caribeños como Cuba y Haití.En Cuba se han mantenido varias danzas y juegos donde se acostumbran acompañarlas con palmadas como el juego de maní.
Muchos esclavos negros que llegaron a Estados Unidos llevaron consigo algunas tradiciones de música corporal. Las autoridades blancas prohibieron el uso de tambores, ya que lo consideraban indecente, esto provocó que se popularizara el estilo del claqué donde se usaba la percusión de manos y pies. Además, surgieron danzas basadas en estos estilos como el «ring shout» o el juba, estilos que influirían en la música afroamericana.
En España, dentro del folclor andaluz, las palmadas y el zapateo son parte importante del mismo y tiene gran peso dentro del género del flamenco. Estas influencias pudieron haber llegado desde el norte de África, así como también pudieron tener un origen árabe, gitano o griego.
En algunos países de América Latina se han desarrollado varios tipos de danzas y géneros musicales en los cuales se utilizan la percusión corporal como parte de los mismos. Entre algunos de los estilos y danzas que lo usan se encuentran el malambo de Argentina, el joropo de Venezuela, la zamacueca de Perú o el jarabe tapatío de México.
A finales  del siglo XIX en Sudáfrica se desarrolló la danza «gumboot» por parte de trabajadores negros migrantes que arribaron para trabajar en las minas de oro. Según algunas versiones, los patrones de las minas prohibían hablar a los trabajadores, por lo que estos desarrollaron este baile como una forma de comunicación usando sus botas de goma.
A lo largo del siglo XX se desarrollaron métodos de estudio musical que incluían el uso de la percusión corporal. El músico Émile Jaques-Dalcroze inventó un método de enseñanza en el cual se aprendía por medio de movimientos, palmadas y pasos. Metodologías similares fueron elaboradas por músicos como Zoltán Kodály, Carl Orff y Edgar Willems.

## Sonidos de percusión corporal
Los sonidos se producen cuando un intérprete  golpea, raspa, frota o sacude alguna parte del cuerpo para producir vibraciones. Entre los sonidos principales de percusión del cuerpo se encuentran:
- Pisotear: golpear el pie izquierdo, derecho o ambos contra el suelo u otra superficie resonante.
- Palmadas: Dar palmadas con las manos en el muslo o las mejillas izquierdo, derecho o ambos.
- Aplaudir
- Chasquear los dedos

Sin embargo, existen muchas otras posibilidades que incluyen golpear el pecho, silbar, abofetear o golpear las mejillas con la boca abierta, chasquear la lengua contra el paladar, gruñir, sonar las axilas, etc.